# Steffi Duna
Steffi Duna (Budapest; 8 de febrero de 1910 – Beverly Hills, California; 22 de abril de 1992) fue una actriz húngara que trabajó en el cine de Estados Unidos y del Reino Unido de la década de 1930.

## Bailarina húngara
Su verdadero nombre era Stephanie Berindey, y era de ascendencia checa. Nació en Budapest, Hungría, siendo su padre un vinicultor. 
Duna llamó la atención a los trece años de edad como bailarina de ballet en Europa. Su primera actuación teatral fue dramatizando cuentos de hadas en un teatro de Budapest. Aunque inicialmente opuesto a la idea, su padre la mandó finalmente a las mejores escuelas de la capital húngara a fin de aprender danza.

## Actriz cinematográfica
Al llegar a Hollywood en 1934, Duna no hablaba inglés. Sin embargo, se aisló de sus amigos húngaros por recomendación de los directores, acelerándose el aprendizaje de la lengua. 
En la década de 1930 Duna interpretó a personajes de diversas nacionalidades pero, a pesar de sus raíces, a menudo fue escogida para interpretar a fieras mujeres latinas en filmes en los que se aprovechaba su personalidad exótica y glamorosa. Debutó en el cine con el papel principal de la película The Indiscretions of Eve (1932), producción en la que también debutó Jessica Tandy. 
Tras firmar un contrato con RKO Pictures, Duna interpretó a Guninana, la mujer esquimal de Francis Lederer, en la producción Man of Two Worlds (1934). También de origen checo, Lederer había trabajado con Duna en la presentación en Berlín, Alemania, de la obra Die Wunderbar. 
Las películas en las que interpretó primeros papeles, tales como Panama Lady (1939), con Lucille Ball, fueron populares pero no la convirtieron en una primera estrella. Sus actuaciones más recordadas son aquellas en las que desempeñó papeles de reparto clave, como en el caso de Anthony Adverse (El caballero Adverse) (1936) y Waterloo Bridge (El puente de Waterloo) (1940). En Anthony Adverse Duna interpretaba a una mestiza en una secuencia africana.

## Matrimonios
El primer matrimonio de Duna fue con el actor John Carroll. Ambos trabajaban en la obra Hi, Gaucho (1935). Tuvieron una hija llamada Juliena Lefaye. Se divorciaron en 1938. Posteriormente se casó con el también actor Dennis O'Keefe, con quien permaneció unida hasta el fallecimiento de él en 1968. 
Steffi Duna se retiró del cine en 1940, y falleció en Beverly Hills, California, en 1992. Fue incinerada, y sus restos esparcidos en el Pacífico. 